# Cercle de Yélimané
Le cercle de Yélimané est une circonscription administrative malienne, 3e cercle de la région de Kayes.

## Histoire
En 1977, l'Ordonnance 77-45 CMLN, instaure Yélimané comme l'un des sept cercles de la région de Kayes.
Avant 2023, le cercle compte 12 communes : Diafounou Tambacara, Diafounou Gory, Fanga, Gory, Guidimé, Kirané Kaniaga, Konsiga, Krémis, Marékhaffo, Soumpou, Toya , et Tringa. Lors de la réforme de 2023, le commune de Tringa est soustraite du cercle et versée dans le cerle de Ségala.

## Administration
Depuis en 2023, le cercle codé en 0103, compte 3 arrondissements, 11 communes dont une commune urbaine Toya, et 102 VFQ : villages, fractions et quartiers. 
| Code   | Arrondissement                     |
| ------ | ---------------------------------- |
| 010301 | Arrondissement central de Yélimané |
| 010302 | Arrondissement de Kirané           |
| 010303 | Arrondissement de Tambacara        |

| Code     | Commune            | Chef-lieu  | VFQ | Superficie (km2) |
| -------- | ------------------ | ---------- | --- | ---------------- |
| 01030101 | Guidimé            | Yélimané   | 21  | 902              |
| 01030102 | Fanga              | Fanga      | 4   | 353              |
| 01030103 | Gory               | Gory       | 10  | 725              |
| 01030104 | Toya               | Yaguine    | 4   | 98               |
| 01030105 | Soumpou            | Takaba     | 5   | 386              |
| 01030201 | Kirané Kaniaga     | Kirané     | 10  | 1153             |
| 01030202 | Krémis             | Krémis     | 5   | 464              |
| 01030301 | Diafounou Gory     | Tambacara  | 14  | 507              |
| 01030302 | Diafounou Diongaga | Diongaga   | 8   | 176              |
| 01030303 | Konsiga            | Kersignané | 3   | 76               |
| 01030304 | Marékhaffo         | Dogofiry   | 3   | 125              |

## Jumelage et coopération décentralisée
Un accord de jumelage-coopération a été conclu en 1985 entre la ville française de Montreuil et le cercle de Yélimané.